# 相鉄12000系電車
相鉄12000系電車（そうてつ12000けいでんしゃ）は、2019年（平成31年）4月20日に営業運転を開始した相模鉄道（相鉄）の通勤型電車。
本項では個別の編成の表記について、同社での公式文書等で用いられるものに基づき「横浜方先頭の車両番号×編成両数」（例：12101×10）とする。

## 概要
本線およびいずみ野線に加え、2019年（令和元年）11月30日開業の相鉄新横浜線の一部区間（西谷駅 - 羽沢横浜国大駅間）およびその先のJR直通線での運用を想定し投入された。同年度末までに全6編成が製造されている。
相鉄デザインブランドアッププロジェクトの一環として、開発コンセプトに「安全×安心×エレガント」を掲げており、デザイン設計は20000系に引き続き、株式会社PRODUCT DESIGN CENTER（代表：鈴木啓太）が手がけている。本系列車両は、相鉄の車両では2016年の「9000系リニューアル車両」、2018年の「20000系」に続き3例目となるグッドデザイン賞（2019年度）を受賞した。
車両の製造は総合車両製作所が行っており、第1編成は2018年（平成30年）12月18日に同事業所の回送線から搬出された後、逗子駅より甲種輸送が行われ、3日後の同月21日には全車両がかしわ台車両センターに到着した。
その後、2019年（平成31年）4月13日に相模大塚駅構内で撮影会、翌14日に一般公募による試乗会が開催され、同月20日には海老名駅10時53分発の急行横浜行きより営業運転が開始された。新型車両としては平成最後のデビューとなった。

## 車両概説
JR線直通列車に使用されるため、車両の仕様はJR東日本E233系電車と極力合わせられており、同じく同系列をベースにしている11000系と同一の基本仕様になっている。

### 車体
車体はE233系・E235系および11000系に準じた幅広車体 (2,950mm) のオールステンレス車両（先頭部を除く）で、総合車両製作所製のsustina S24シリーズを採用しており、E235系に準じた雨どいが外側に出ない車体断面となっている。先頭部については独特な形状であることから、加工性に優れる普通鋼製とされた。
20000系とは異なり、地下鉄路線に直通することがないため正面は非貫通構造を採用している。
デザインは能面の「獅子口」をイメージした先頭形状に「YOKOHAMA NAVYBLUE」の一色塗りを採用するなど、20000系との共通点が多く見られる。

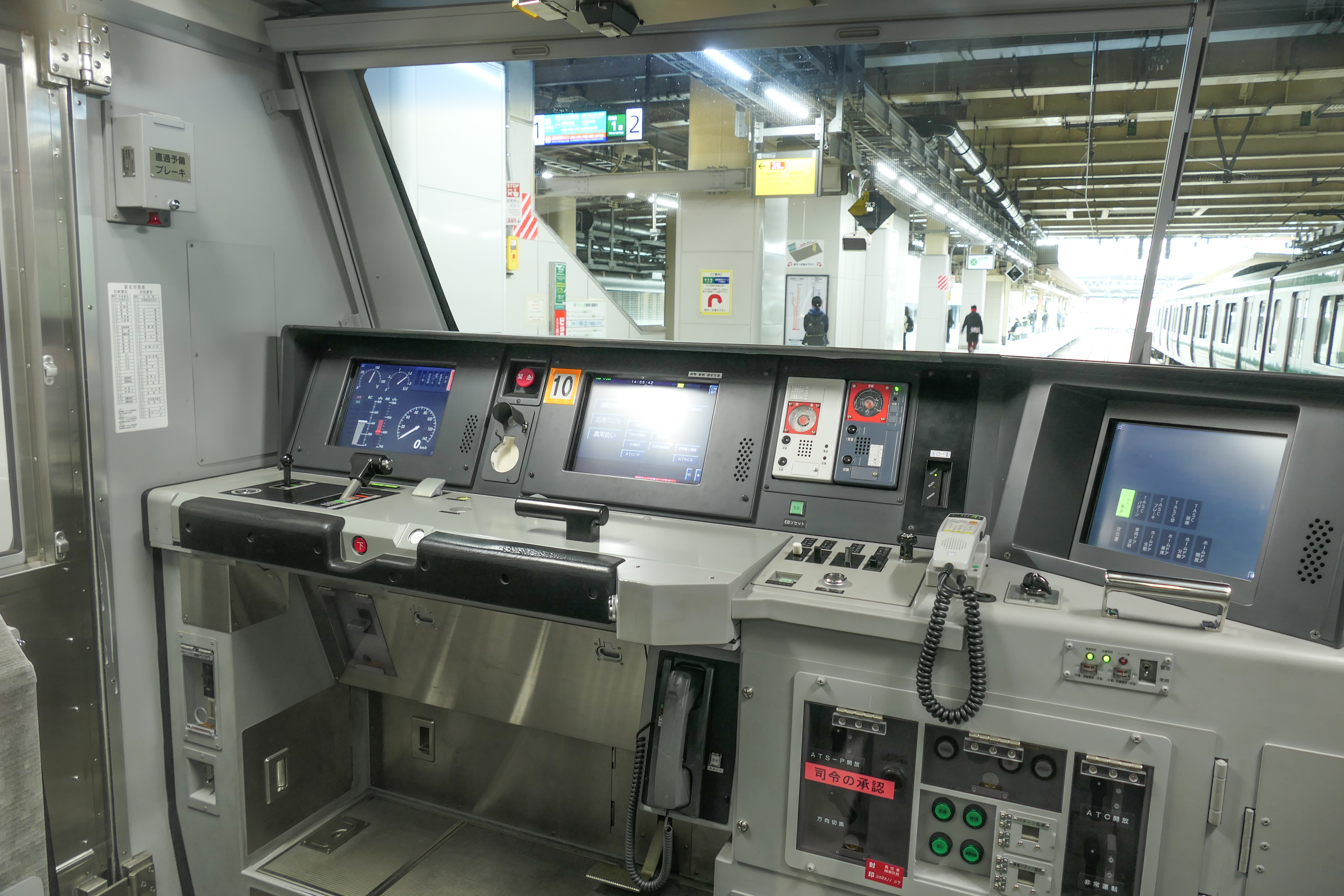
運転台
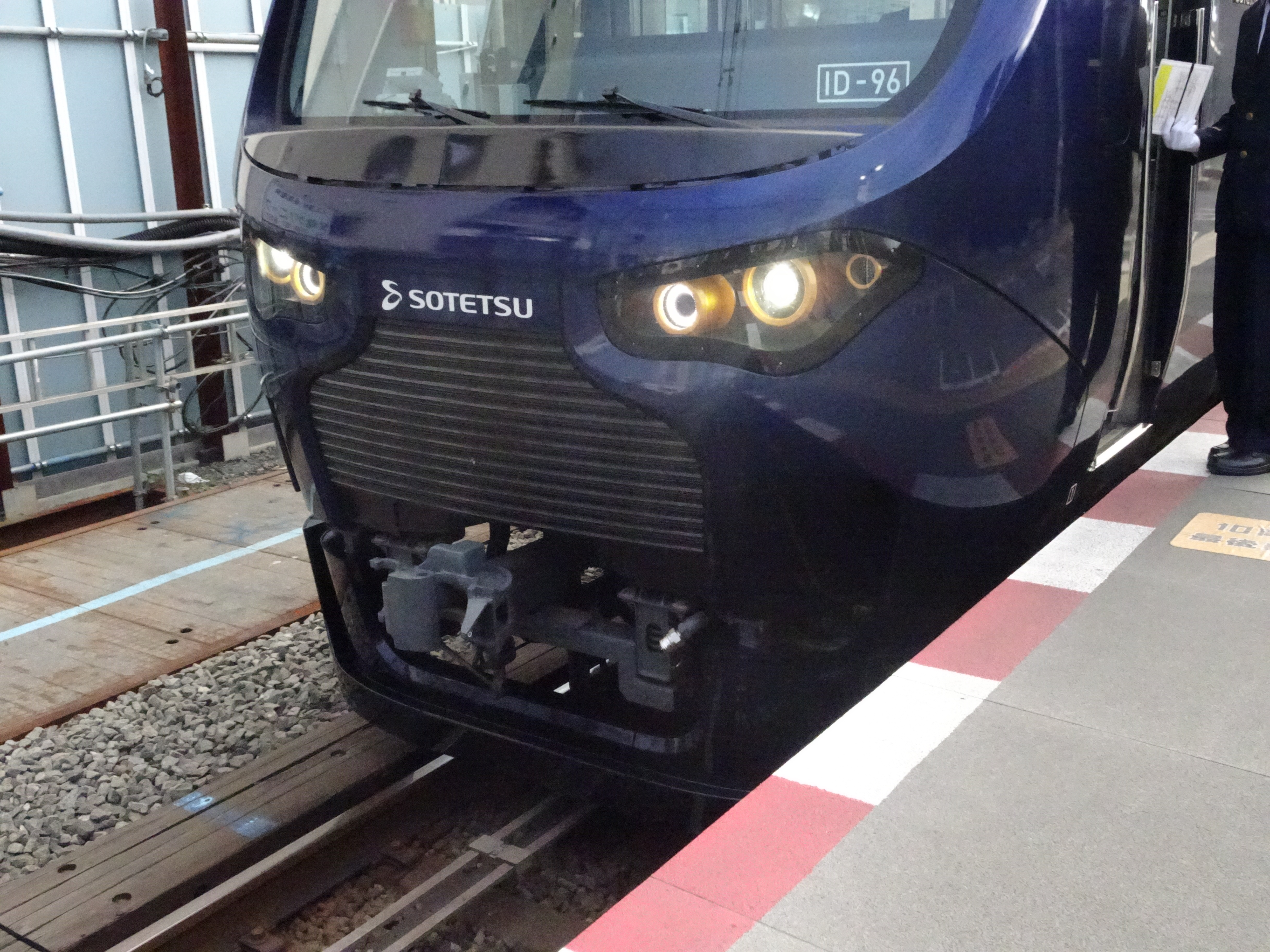
独特な前面デザインである「獅子口」

### 車内設備
灰色系を基調として荷棚や袖仕切りに金属とガラスを多用する相鉄デザインブランドアッププロジェクトに即したデザインである。
前年に登場した20000系と共通点が多く（「相鉄20000系電車#車内設備」も参照）、アシストレバー付きの車両間貫通扉や自社開発の卵形つり革の採用、始発駅などで乗客による客用ドアの開閉操作を可能とする個別ドアスイッチ（半自動機能）の導入、朝〜日中と夜で色が変わる調色調光式LED照明、空気清浄機（パナソニック製「ナノイー」）、Wi-Fi接続サービス機器（Wi-Fi利用には通信事業者との契約が必要だった。2023年3月31日をもってサービス終了）の設置、通常より座席を少し高くしたユニバーサルデザインシートおよび車椅子・ベビーカー用スペースとなるフリースペースの全車両導入、車内鏡の設置が挙げられる。
20000系と異なる点としては、車内客車ドア上部に設置された2基のLCD（案内・運行情報表示用と広告表示用の17インチ案内表示器「Sotetsu Infovision System (SIS)」）や11000系と同じく車両に対して並行に取り付けられたラインデリア（補助送風機/横流ファン）など設置位置に変更点が見られるほか、20000系の第1編成で省略されたユニバーサルデザインシート上の荷棚も本形式では設置されていること、側窓のブラインド（遮光カーテン）が省略された点が挙げられる。
この他、本形式で初めて前方監視カメラおよび車内防犯カメラが採用された（その後、20000系や21000系にも導入）。

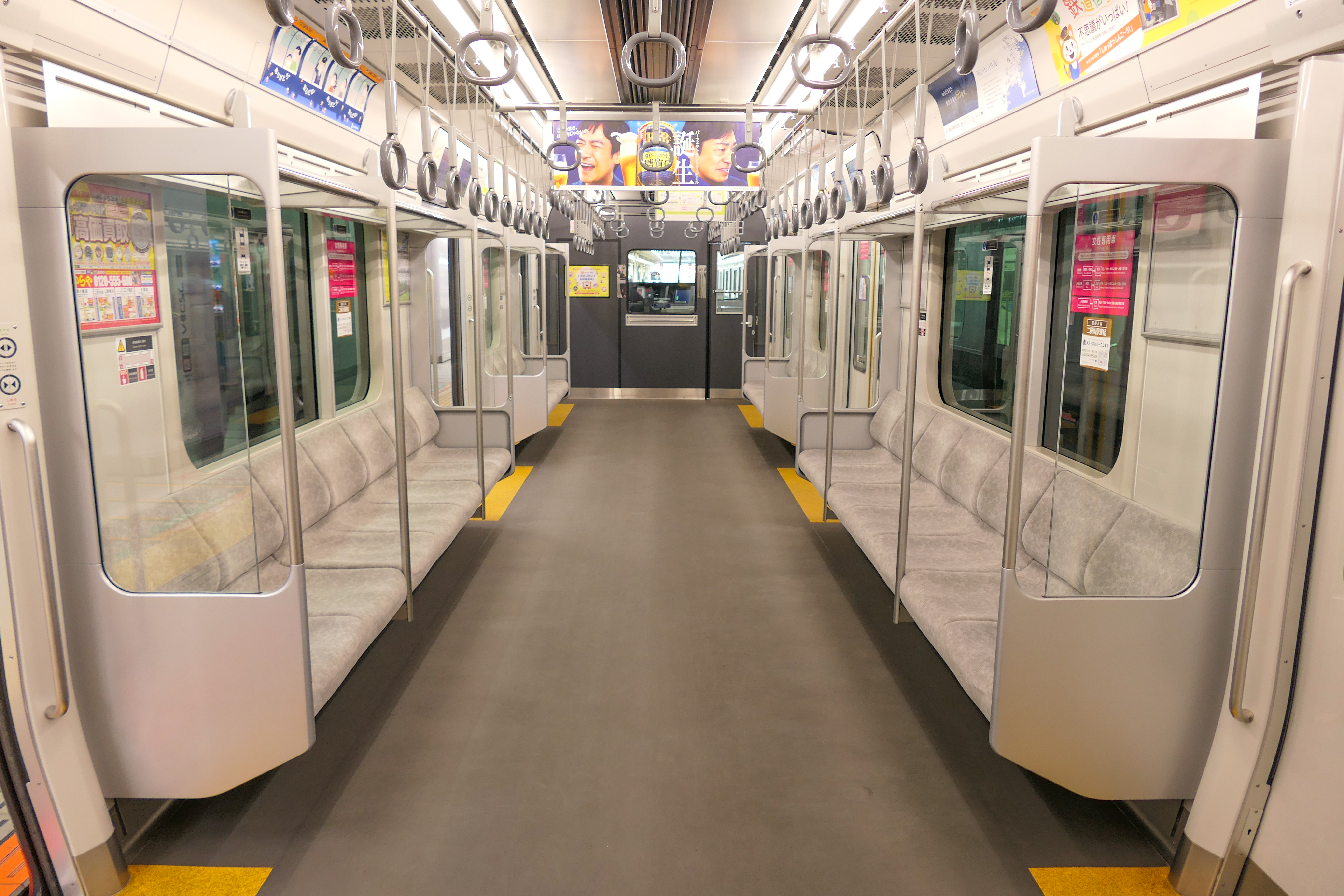
車内全景
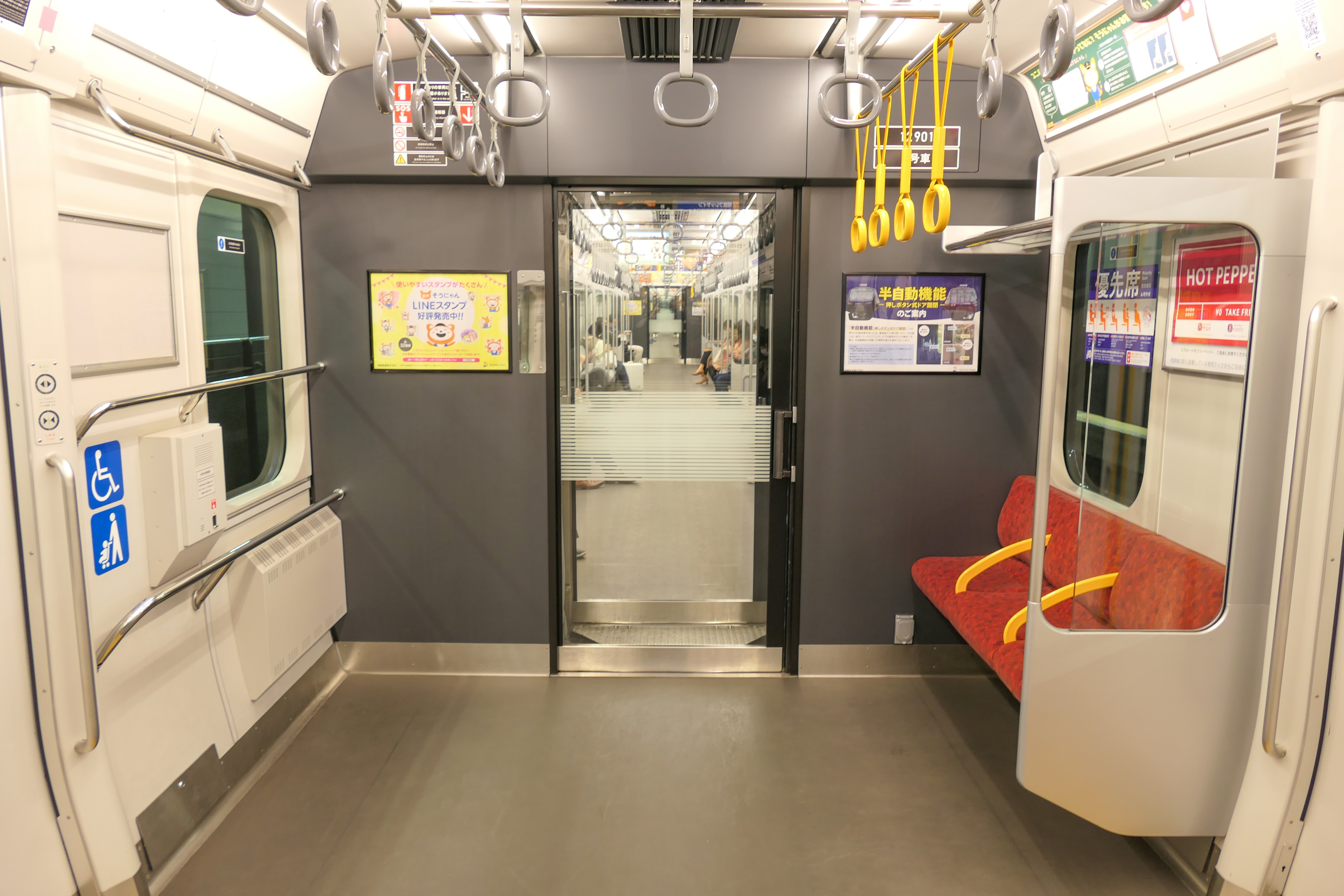
優先席とフリースペース
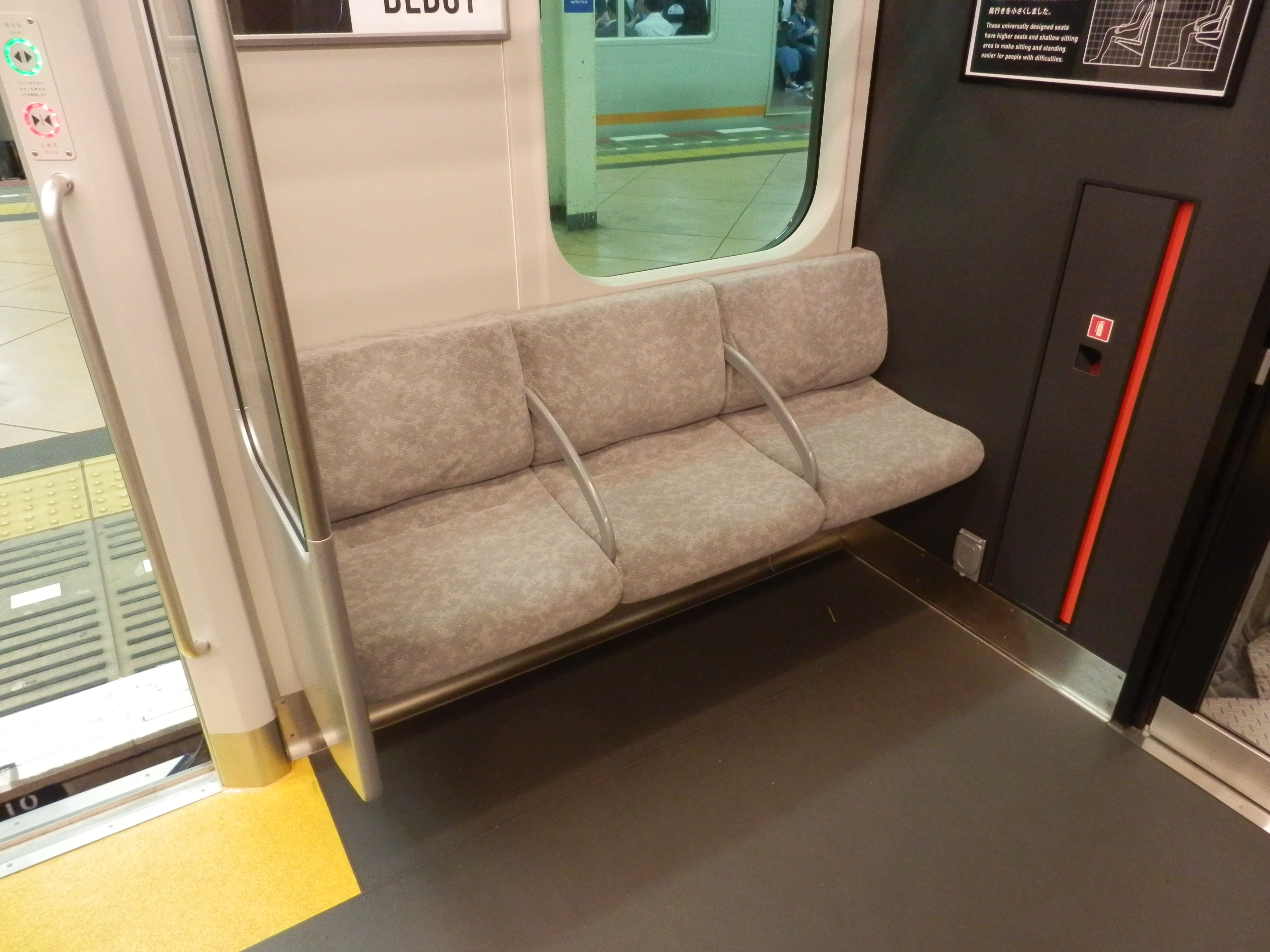
ユニバーサルデザインシートの一般席
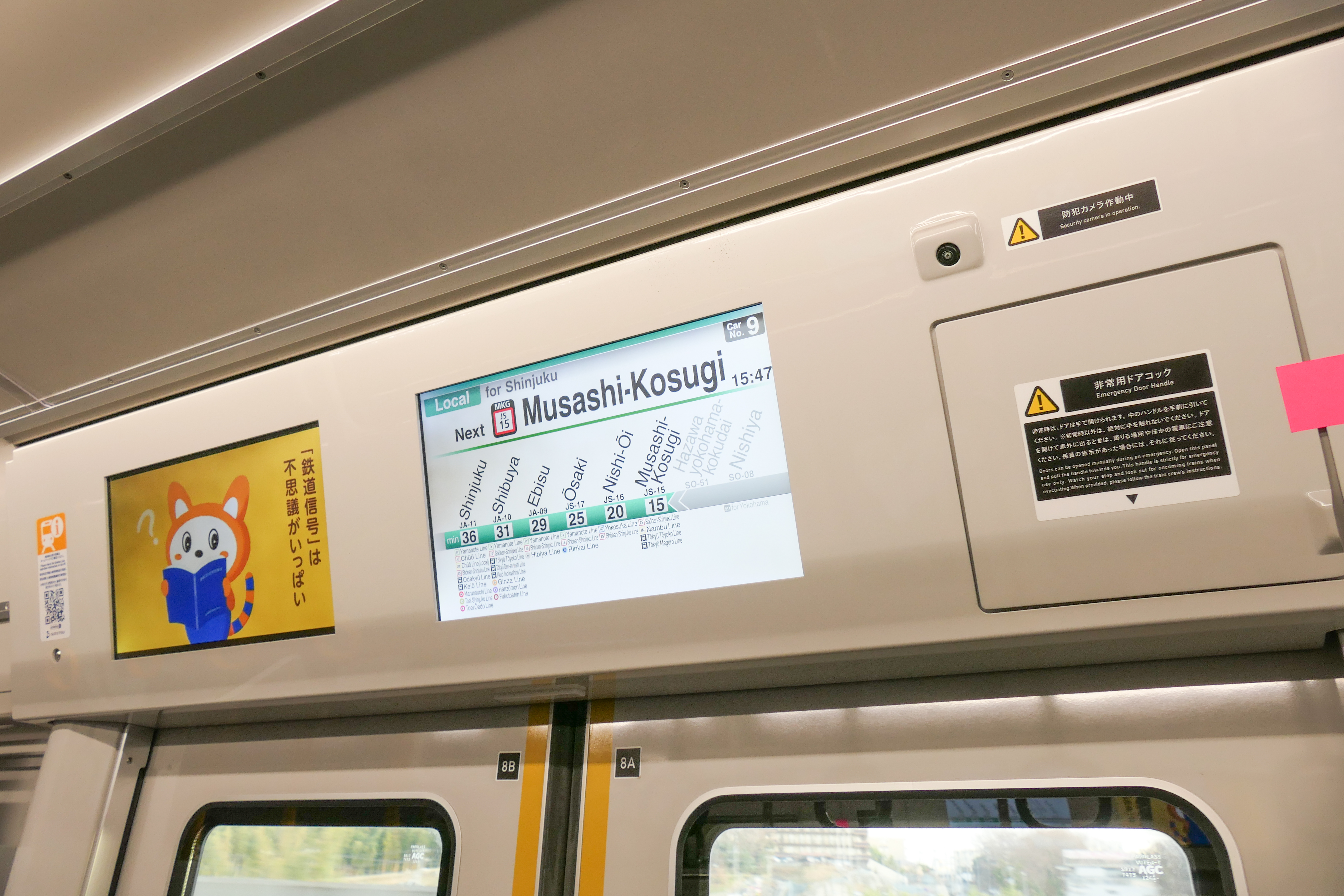
LCD式車内案内表示器と防犯カメラ
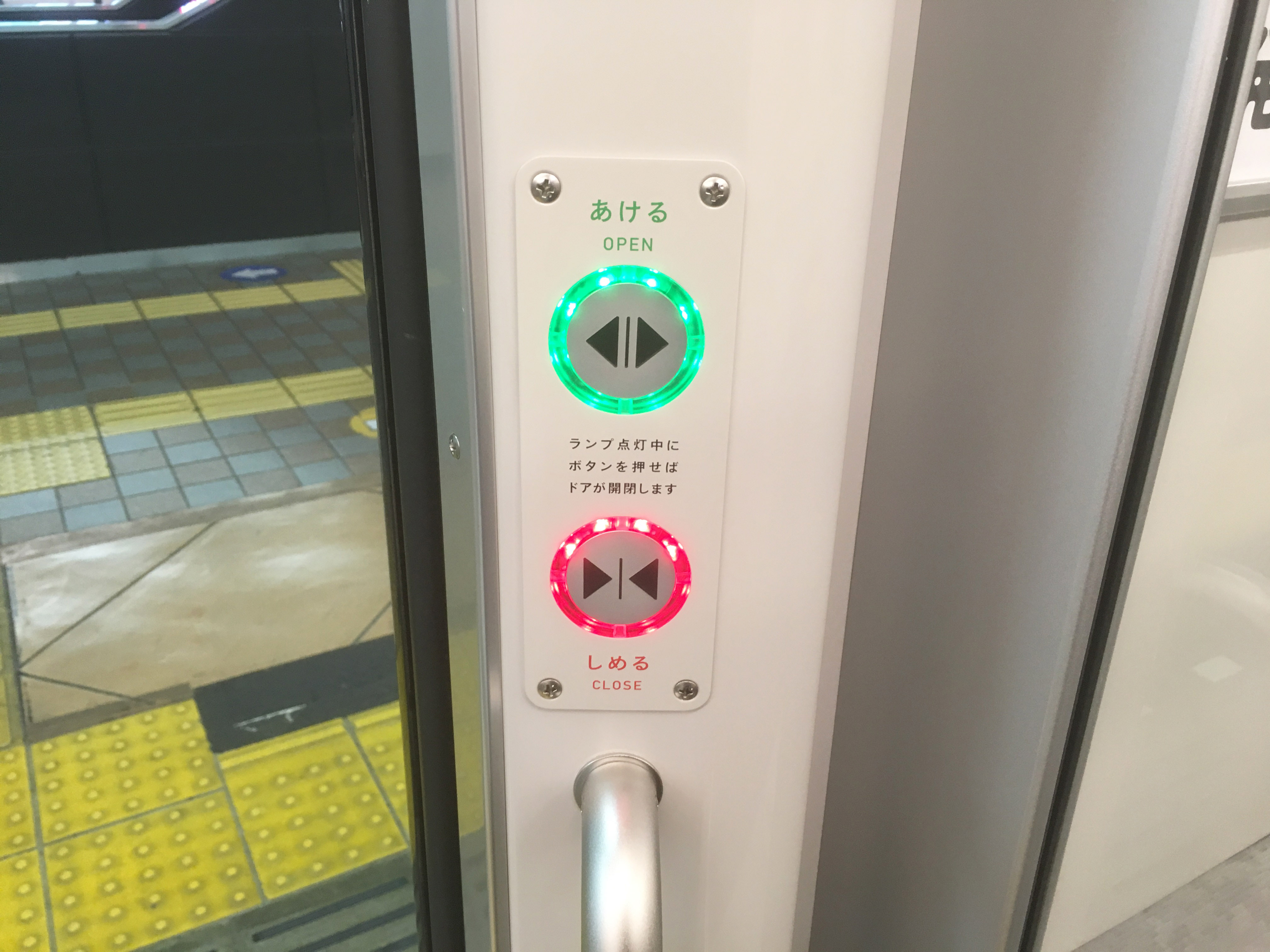
車内の半自動スイッチ
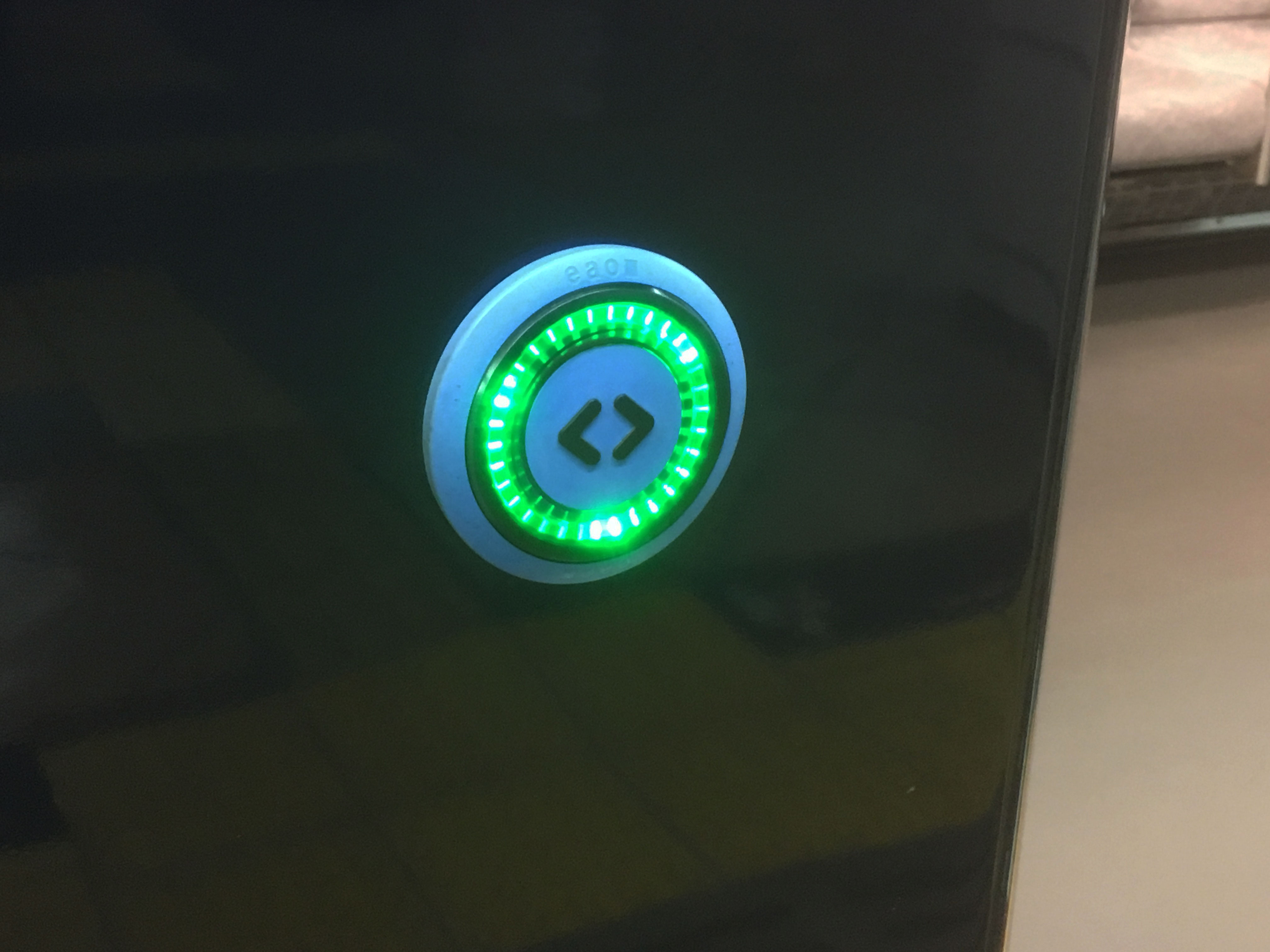
車外の半自動スイッチ

#### 乗務員室
運転台は11000系と同様に速度計・圧力計などの計器類や表示灯類を廃し、これらを3枚の液晶モニターに表示するグラスコックピット構造を採用している。主幹制御器は左手操作式のワンハンドルマスコンである。車両情報制御装置には、直通先であるJR東日本と同様のTIMSを採用している。

### 主要機器

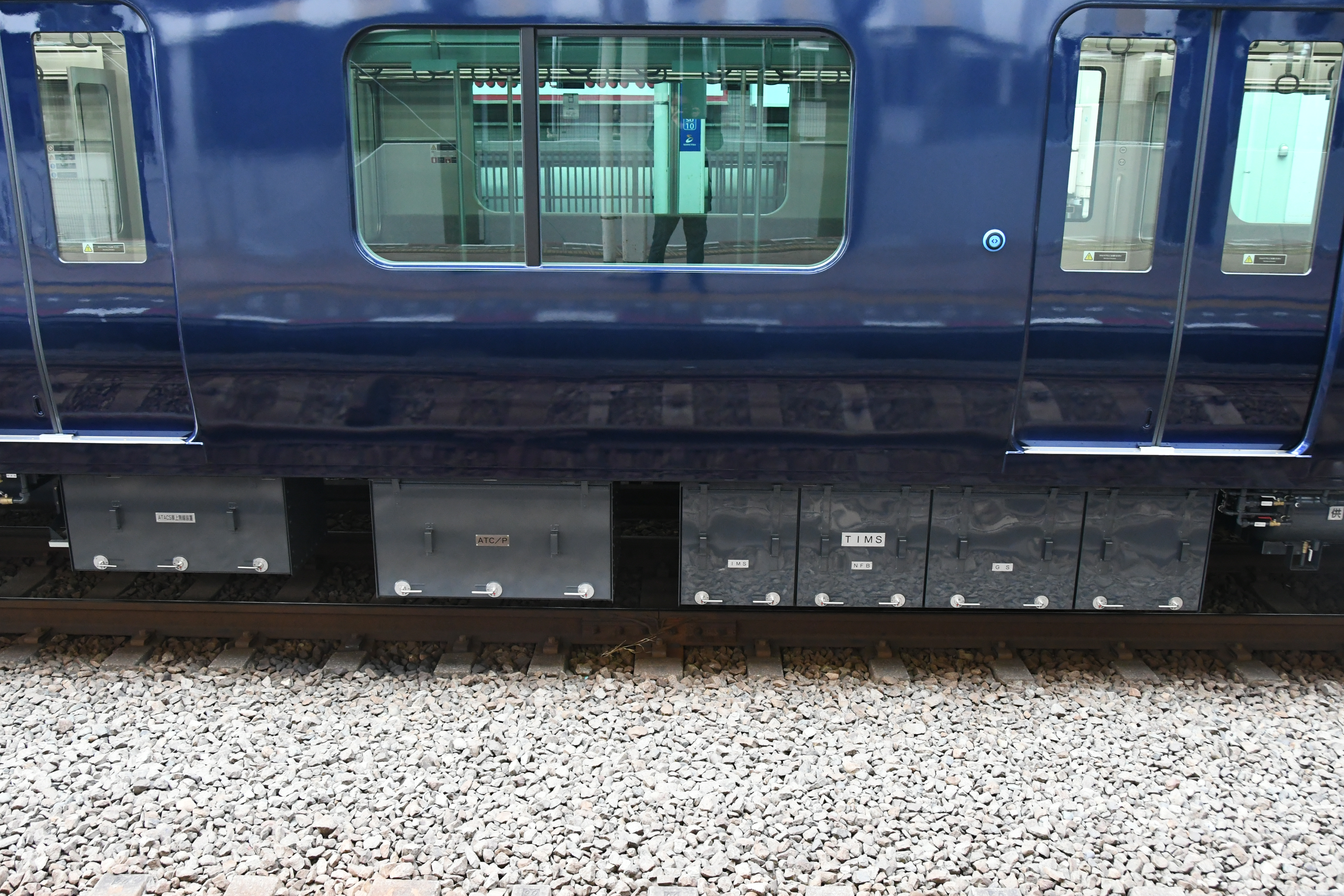
クハ12000の床下機器の一部左から、ATACS車上無線装置・ATC/P統合型車上装置・TIMS箱

車体や車内設備にはE235系に準ずる仕様や独自仕様が見られるのに対し、主要機器については埼京線のE233系7000番台に極力合わせられている。そのため編成内の機器配置が11000系とは異なる。
主制御器は三菱電機製 、IGBT素子によるVVVFインバータ装置 (ST-SC85A1) となる。1つのインバータで4台の電動機を制御するユニットを2群備える1C4M2群方式で、M1・M3・M5に各1台搭載する。
制動装置は応荷重装置付きの回生ブレーキ併用電気指令式空気ブレーキ方式としている（停止電気ブレーキ対応）。常用ブレーキは編成一括でブレーキ制御を行う編成ブレーキ制御としている。この他にも非常ブレーキ、直通予備ブレーキ、耐雪ブレーキ、抑速ブレーキを装備している。
台車は軸梁式ボルスタレス台車とし、牽引装置は1本リンク式で11000系やE233系とほぼ同等だが、軸箱支持装置の吊り金具が変更され、形式末尾に-1が付与されている。排障器形状は従来車と異なり、E233系などに揃えられている。形式は電動台車のST-DT71A-1と付随台車のST-TR255A-1を基本に、両先頭車の運転台側がST-TR255-1、重量の軽いM6車はST-DT71B-1となっている。基礎ブレーキ装置は、電動台車がユニット式踏面ブレーキ、付随台車が直動式踏面ブレーキとディスクブレーキの併用としている。
主電動機は出力140 kW の自己通風型冷却式三相かご型誘導電動機 (ST-MT75) 、駆動装置はTD継手式平行カルダン駆動方式で歯車比は6.06である。
集電装置はE233系7000番台に搭載されているPS33Dではなく、東洋電機製造製のシングルアームパンタグラフ (PT7103-E) を採用した。電磁かぎ外し・ばね上昇・空気下降式で上昇検知装置を備えており、10000系や11000系に搭載されるものと同一である。M1・M3・M5の横浜方に常用のものを搭載、M3の海老名方に予備を搭載している。
補助電源装置は東洋電機製造製で定格出力は三相交流440 V・260 kVA、IGBT素子による待機2重系のSIV装置 (ST-SC91) となる。M2・M4に各1台搭載する。
空気圧縮機は、ドイツ・クノールブレムゼ 製で吐出量1,300 L/minのオイルフリーレシプロ式 (VV180-T-851) を採用、M2・M4・M6に各1台搭載する。
冷房装置は屋上集中式で58.1 kW (50,000 kcal/h) のST-AU726A-G4が各車に1台搭載されており、カレンダー機能（季節など）と乗車率の検知を基に冷房・暖房ともに年間を通しての全自動運転を基本としている。
保安装置はATS-PとATACSを搭載、床下機器箱はATC/P統合型車上装置に集約している。また相鉄の車両では初めて、登場時よりTASC装置を搭載した。

## 導入時からの変更点

### 種別・行先表示
- 2019年11月30日のダイヤ改正により通勤特急と通勤急行が新設、また相鉄新横浜線西谷駅 - 羽沢横浜国大駅間が開業し埼京線との直通運転を開始したため、これに先立って種別・行先表示器にそれらの内容が追加された。

### 車内
- 案内表示器（SIS）における全種別表記の路線図の情報を廃止（2019年11月半ばより）。
- 2019年11月30日のダイヤ改正にあわせ、女性専用車が従来の4号車から海老名方先頭車（本系列では10号車）へ変更された。同時にステッカーの内容も変更となりJR線直通用の案内が追加、さらに本系列ではJR線内用も別で貼られている。
- 2019年11月30日より、自動放送装置の英語放送にナンバリング放送が追加された。

## 編成表
10両編成
|          |          | ← 横浜・羽沢横浜国大（新宿・池袋）西谷・海老名・湘南台 → | ← 横浜・羽沢横浜国大（新宿・池袋）西谷・海老名・湘南台 → | ← 横浜・羽沢横浜国大（新宿・池袋）西谷・海老名・湘南台 → | ← 横浜・羽沢横浜国大（新宿・池袋）西谷・海老名・湘南台 → | ← 横浜・羽沢横浜国大（新宿・池袋）西谷・海老名・湘南台 → | ← 横浜・羽沢横浜国大（新宿・池袋）西谷・海老名・湘南台 → | ← 横浜・羽沢横浜国大（新宿・池袋）西谷・海老名・湘南台 → | ← 横浜・羽沢横浜国大（新宿・池袋）西谷・海老名・湘南台 → | ← 横浜・羽沢横浜国大（新宿・池袋）西谷・海老名・湘南台 → | ← 横浜・羽沢横浜国大（新宿・池袋）西谷・海老名・湘南台 → | 入籍日     |
| 号車     | 号車     | 1                                                        | 2                                                        | 3                                                        | 4                                                        | 5                                                        | 6                                                        | 7                                                        | 8                                                        | 9                                                        | 10                                                       | 入籍日     |
| 形式     | 形式     | クハ12100 (Tc2)                                          | モハ12200 (M6)                                           | ＜ モハ12300 (M5)                                        | モハ12400 (M4)                                           | ＜ > モハ12500 (M3)                                      | サハ12600 (T2)                                           | サハ12700 (T1)                                           | モハ12800 (M2)                                           | ＜ モハ12900 (M1)                                        | クハ12000 (Tc1)                                          | 入籍日     |
| 搭載機器 | 搭載機器 | SB                                                       | CP                                                       | VVVF                                                     | SIV,CP                                                   | VVVF                                                     |                                                          |                                                          | SIV,CP                                                   | VVVF                                                     | SB                                                       | 入籍日     |
| 車内設備 | 車内設備 | ♿︎                                                       | ♿︎                                                       | ♿︎                                                       | ♿︎                                                       | ♿︎                                                       | ♿︎                                                       | ♿︎                                                       | ♿︎                                                       | ♿︎ 弱冷房車                                              | ♿︎ 女性専用車                                            | 入籍日     |
| 自重     | 自重     | 31.6 t                                                   | 31.1 t                                                   | 33.1 t                                                   | 34.0 t                                                   | 34.0 t                                                   | 29.7 t                                                   | 30.3 t                                                   | 34.0 t                                                   | 33.4 t                                                   | 31.3 t                                                   | 入籍日     |
| 定員     | 定員     | 140                                                      | 159                                                      | 159                                                      | 159                                                      | 159                                                      | 159                                                      | 159                                                      | 159                                                      | 159                                                      | 140                                                      | 入籍日     |
| 座席定員 | 座席定員 | 39                                                       | 51                                                       | 51                                                       | 51                                                       | 51                                                       | 51                                                       | 51                                                       | 51                                                       | 51                                                       | 39                                                       | 入籍日     |
| 車両番号 | 12101×10 | 12101                                                    | 12201                                                    | 12301                                                    | 12401                                                    | 12501                                                    | 12601                                                    | 12701                                                    | 12801                                                    | 12901                                                    | 12001                                                    | 2019.02.26 |
| 車両番号 | 12102×10 | 12102                                                    | 12202                                                    | 12302                                                    | 12402                                                    | 12502                                                    | 12602                                                    | 12702                                                    | 12802                                                    | 12902                                                    | 12002                                                    | 2019.05.20 |
| 車両番号 | 12103×10 | 12103                                                    | 12203                                                    | 12303                                                    | 12403                                                    | 12503                                                    | 12603                                                    | 12703                                                    | 12803                                                    | 12903                                                    | 12003                                                    | 2019.06.24 |
| 車両番号 | 12104×10 | 12104                                                    | 12204                                                    | 12304                                                    | 12404                                                    | 12504                                                    | 12604                                                    | 12704                                                    | 12804                                                    | 12904                                                    | 12004                                                    | 2019.07.16 |
| 車両番号 | 12105×10 | 12105                                                    | 12205                                                    | 12305                                                    | 12405                                                    | 12505                                                    | 12605                                                    | 12705                                                    | 12805                                                    | 12905                                                    | 12005                                                    | 2019.09.25 |
| 車両番号 | 12106×10 | 12106                                                    | 12206                                                    | 12306                                                    | 12406                                                    | 12506                                                    | 12606                                                    | 12706                                                    | 12806                                                    | 12906                                                    | 12006                                                    | 2020.02.25 |

- 車内設備配置[24]

| 1号車  | 1号車 | 1号車 | 1号車 | 1号車 | 2 - 8号車 | 2 - 8号車 | 2 - 8号車 | 2 - 8号車 | 2 - 8号車 | 9号車    | 9号車    | 9号車    | 9号車    | 9号車    | 10号車     | 10号車     | 10号車     | 10号車     | 10号車 |
| ------ | ----- | ----- | ----- | ----- | --------- | --------- | --------- | --------- | --------- | -------- | -------- | -------- | -------- | -------- | ---------- | ---------- | ---------- | ---------- | ------ |
| 運転台 |       |       |       | ♿︎    | 優        |           |           |           | UD        | 優       |          |          |          | UD       | 優         |            |            |            | 運転台 |
| 運転台 |       |       |       |       |           |           |           |           |           | 弱冷房車 | 弱冷房車 | 弱冷房車 | 弱冷房車 | 弱冷房車 | 女性専用車 | 女性専用車 | 女性専用車 | 女性専用車 | 運転台 |
| 運転台 |       |       |       | 優    | ♿︎        |           |           |           | 優        | ♿︎       |          |          |          | 優       | ♿︎         |            |            |            | 運転台 |

凡例
- VVVF：主制御器（VVVFインバータ）
- SIV：補助電源装置（静止形インバータ）
- CP：電動空気圧縮機
- SB：蓄電池
- ＜：集電装置（シングルアームパンタグラフ）
- >：予備集電装置（同上）
- ♿︎：車椅子・ベビーカースペース（フリースペース）
- 優：優先席
- 優：優先席（UDシート）
- UD：UDシート

## 運用
相鉄線内では特急・通勤急行・快速・各停に使用される。現在、JR線直通の4運用（運行番号70 - 73）は本系列のみで運転される。そのため常時4編成が稼働、また残る2編成についても自社線内完結運用に入ることがある。なお相鉄新横浜線の羽沢横浜国大駅 - 新横浜駅での運用については設定されていない。
JR線内での定期列車としての運転は、当初は新宿駅までであったが、2021年3月13日のダイヤ改正以降は平日のみ池袋駅まで乗り入れる。埼京線池袋以北および川越線やりんかい線への乗り入れは通常は行われない。
このほか直通開始前の試運転の際、品川駅、根府川駅（東海道貨物線経由）、川越車両センターなどへ乗り入れた実績がある。

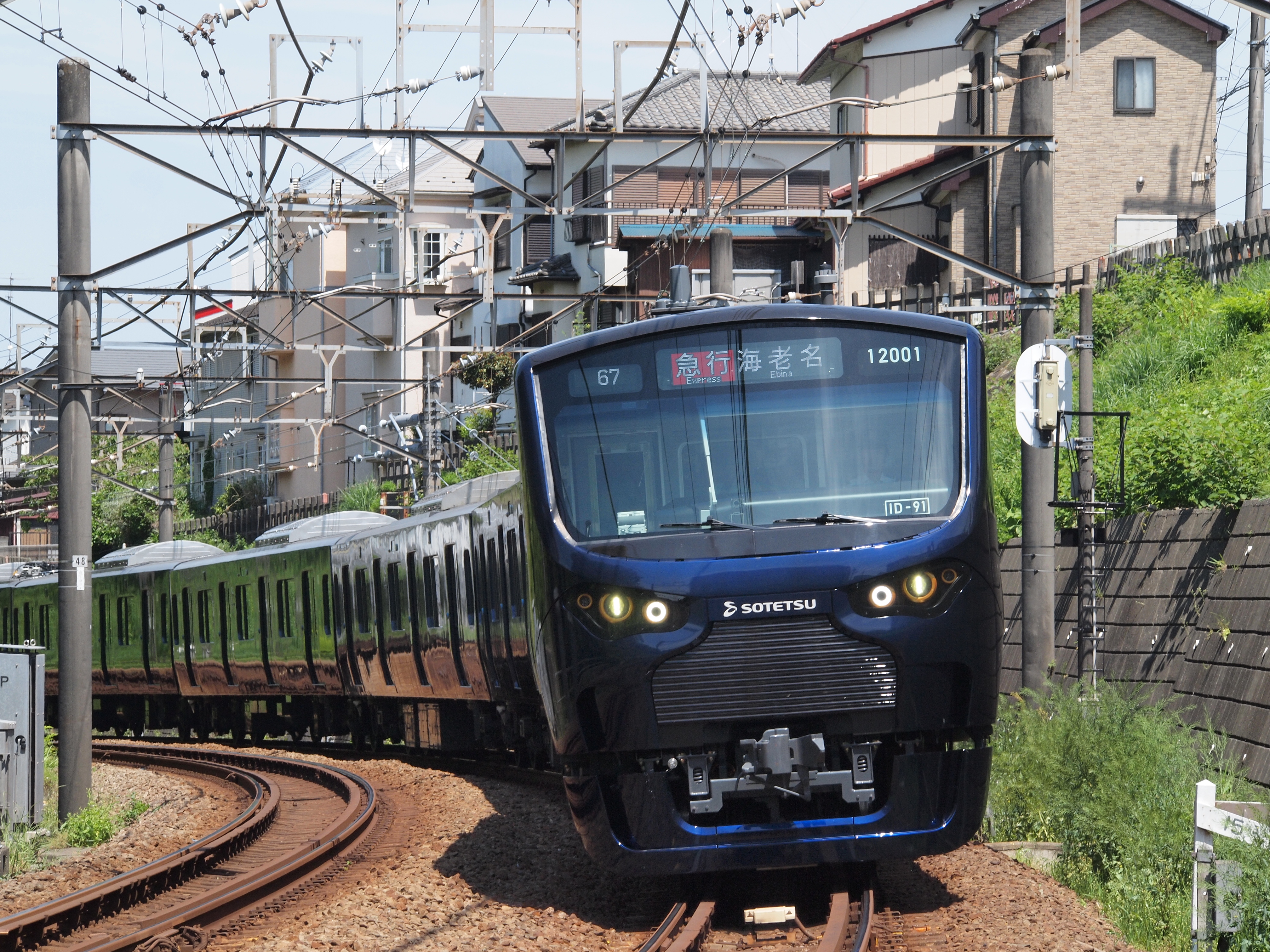
鶴ヶ峰駅を通過する12101×10（2019年5月5日）
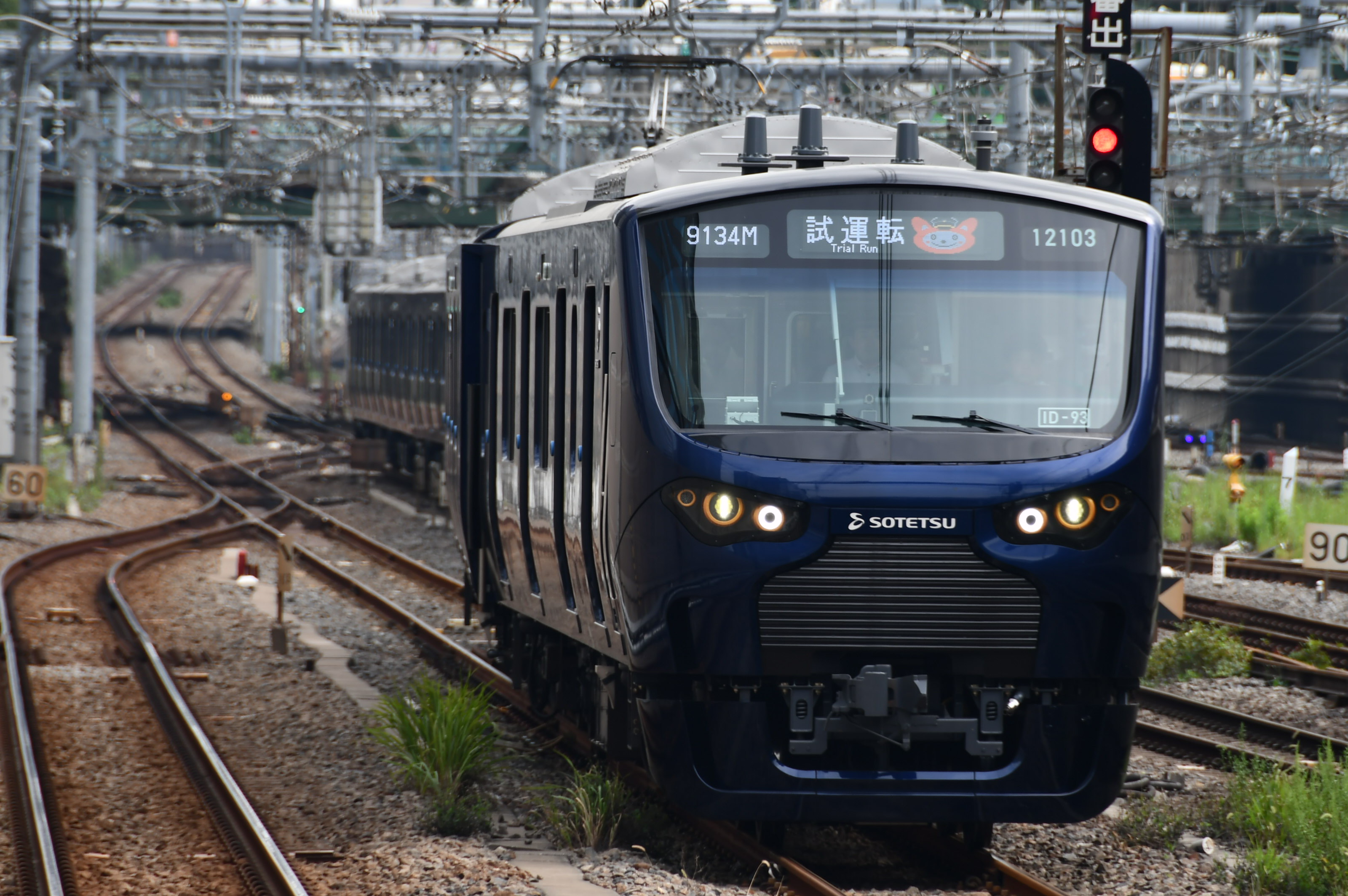
直通開始前の試運転で品川駅に入線する12103×10（2019年8月22日）
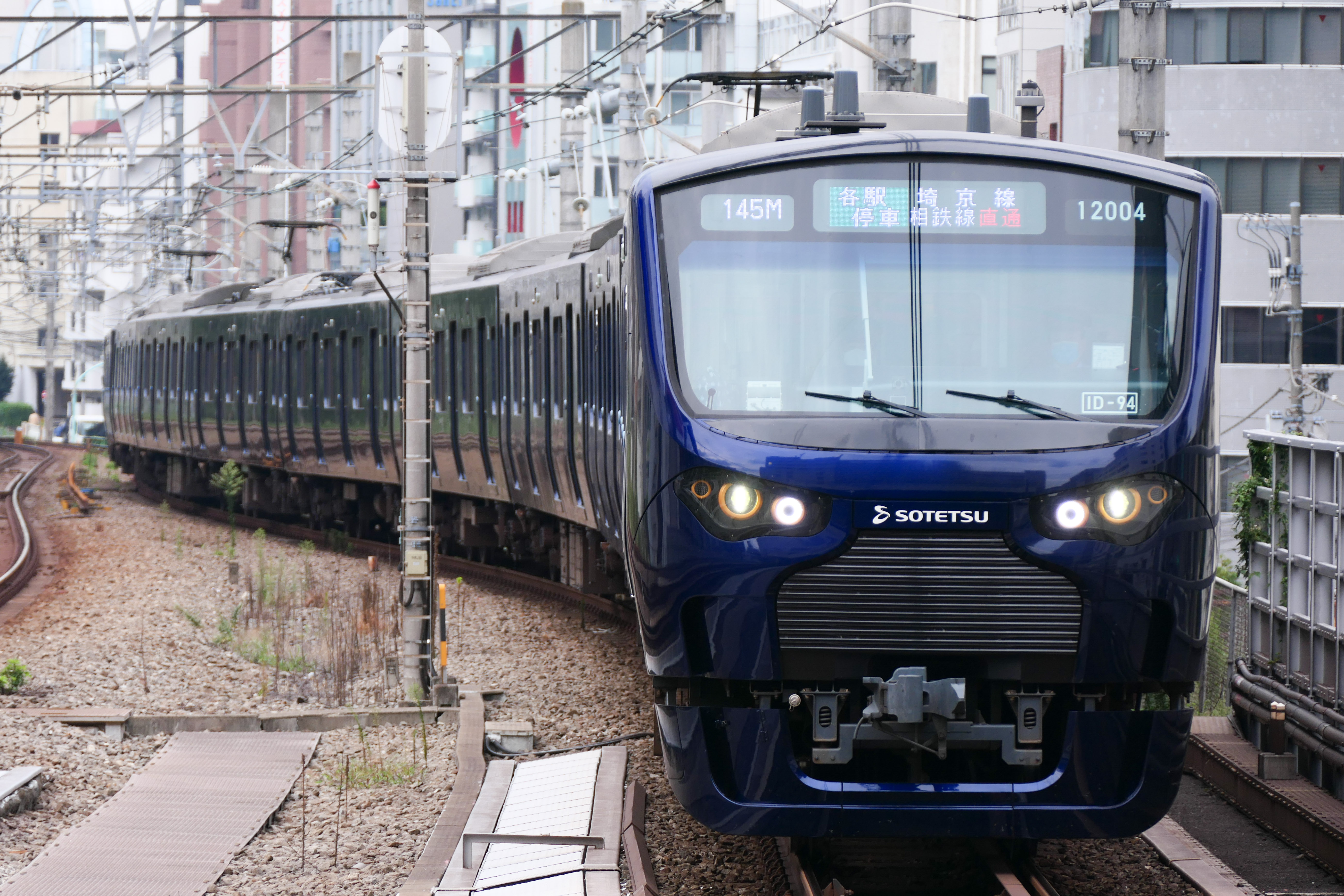
営業運転で恵比寿駅に入線する12104×10（2020年9月30日）
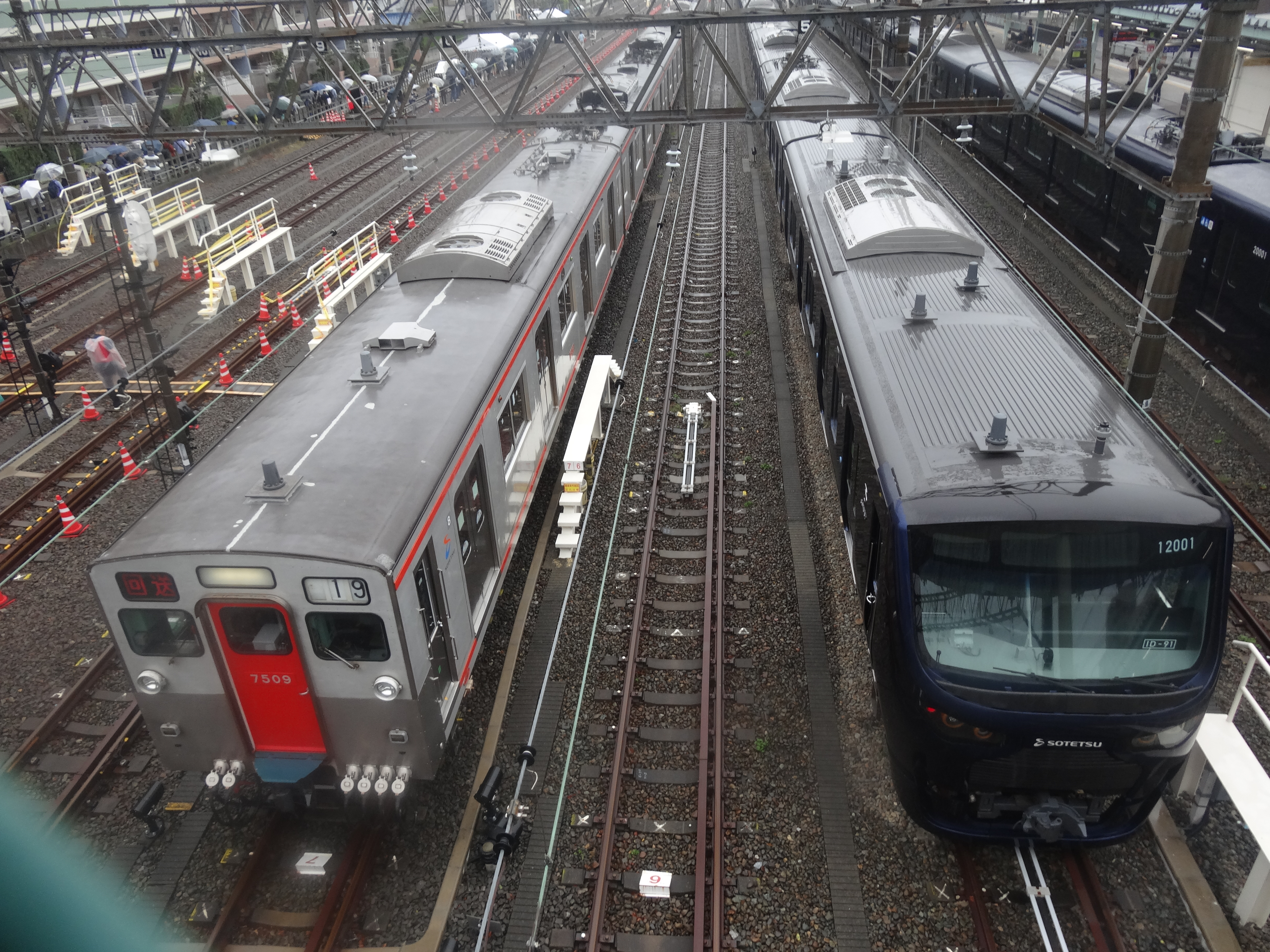
相模大塚駅構内の7000系引退イベントで7710×8と一緒に展示された12101×10（2019年10月14日）